# Madison, Wisconsin
Madison là thủ phủ tiểu bang Wisconsin và là quận lỵ của Quận Dane. Nó là nơi có Đại học Wisconsin–Madison.
Dân số ước tính của Madison năm 2006 là 223.389 người, khiến nó là thành phố lớn thứ hai ở tiểu bang Wisconsin, sau Milwaukee, và là thành phố lớn thứ 82 ở Hoa Kỳ. Thành phố tạo thành một lõi của khu vực thống kê đô thị Madison của Cục điều tra dân số Hoa Kỳ, bao gồm Quận Dane và các quận lân cận Iowa và Columbia. Khu vực thống kê dân số Madison có dân số ước tính 543.022 người vào năm 2006, là một trong những nơi tăng dân số nhanh nhất ở tiểu bang Wisconsin. Khu vực thống kê phối hợp Madison-Baraboo có dân số năm 2006 ước đạt 601.283 người.